# Ramiriquí
Ramiriqui é um município no departamento de Boyacá, na Colômbia.